# Sayed Ali Bechir
Sayed Ali Bechir (6 settembre 1982) è un ex calciatore mauritano naturalizzato qatariota, di ruol attaccante.

## Carriera

### Club
Ha giocato nel campionato qatariota e giordano.

### Nazionale
Con la maglia della Nazionale ha preso parte a 50 incontri, venendo anche convocato per la Coppa d'Asia 2004 e 2007.